# CHH Txuri Urdin
CHH Txuri Urdin – hiszpański klub hokeja na lodzie z siedzibą w mieście San Sebastián.

## Sukcesy
- Złoty medal mistrzostw Hiszpanii: 1976, 1980, 1985, 1990, 1992, 1993, 1995, 1999, 2000, 2017, 2018, 2019
- Srebrny medal mistrzostw Hiszpanii: 1979, 1991, 1994, 2005, 2016
- Brązowy medal mistrzostw Hiszpanii: 1975, 1977, 1978, 1981, 1986, 1989, 1996, 2007, 2010, 2014, 2015, 2020, 2021[2]
- Puchar Hiszpanii: 1979, 1980, 1990, 1991, 1994, 2000, 2016, 2018
- Udział w Pucharze Europy: trzy razy
- Udział w Pucharze Kontynentalnym: 2017/2018, 2018/2019, 2019/2020